# Taunus BKK
Unter dem Namen Taunus BKK existierte bis zum 30. September 2009 eine Betriebskrankenkasse mit Sitz in Aarbergen.

## Geschichte
Die Krankenkasse wurde im Jahre 1880 gegründet als Betriebskrankenkasse der Michelbacher Hütte. Mit der Öffnung für betriebsfremde Mitglieder im Jahr 2000 wurde der Name „TAUNUS BKK“ eingeführt. In der Folgezeit wuchs die Taunus BKK hauptsächlich durch Übernahmen: Am 1. Oktober 2003 mit der Forum BKK, am 1. Januar 2004 mit der BKK Hamburg-Mannheimer und am 1. April 2004 mit der BKK Braunschweig. 2007 folgten Eingliederungen der BKK Hoechst (Frankfurt-Höchst), BKK Vita Dyckerhoff&Partner (Kassel, Wiesbaden) und Sancura BKK (Wetzlar).
Durch die Eingliederung in die BKK Gesundheit mit Firmensitz in Frankfurt am Main zum 1. Oktober 2009 wurde der Name Taunus BKK aufgegeben.

## Präzedenzfall
Aufgrund einer höchstrichterlichen Entscheidung des Bundessozialgerichts in einer Klage gegen die Taunus BKK besteht seit 2004 für alle Versicherten in der Gesetzlichen Krankenversicherung ein Recht auf außerordentliche Kündigung bei Beitragserhöhung auch dann, wenn diese im Rahmen eines Zusammengehens mit weiteren Krankenkassen erfolgt.